# Omgeschreven cirkel

Omgeschreven cirkel C van een cyclische veelhoek P

Het middelpunt O van de omgeschreven cirkel van een driehoek is het snijpunt van de middelloodlijnen door de drie zijden van die driehoek.

In de meetkunde is een omgeschreven cirkel van een veelhoek een cirkel die door alle hoekpunten van een veelhoek gaat. Het middelpunt van de omgeschreven cirkel is het snijpunt van de middelloodlijnen van alle zijden van deze veelhoek.
Een veelhoek waarvan alle hoekpunten op een omgeschreven cirkel liggen, wordt een cyclische veelhoek of koordenveelhoek genoemd. Alle regelmatige veelhoeken, alle rechthoeken en alle driehoeken zijn cyclische veelhoeken.
De ingeschreven cirkel van een veelhoek is een cirkel die alle zijden van de veelhoek aan de binnenkant raakt.

## Het middelpunt van een omgeschreven cirkel van een driehoek
Het middelpunt van de omgeschreven cirkel van een driehoek wordt meestal aangeduid met O. Het is het driehoekscentrum met kimberlingnummer X(3) en het complement van het hoogtepunt. Het ligt op de rechte van Euler en de cirkel van Lester.
Het middelpunt van de omgeschreven cirkel van een driehoek met hoekpunten (x1,y1), (x2,y2) en (x3,y3) in cartesische coördinaten is 
{\displaystyle \left({\frac {\left|{\begin{array}{ccc}x_{1}^{2}+y_{1}^{2}&y_{1}&1\\x_{2}^{2}+y_{2}^{2}&y_{2}&1\\x_{3}^{2}+y_{3}^{2}&y_{3}&1\end{array}}\right|}{2\left|{\begin{array}{ccc}x_{1}&y_{1}&1\\x_{2}&y_{2}&1\\x_{3}&y_{3}&1\end{array}}\right|}},{\frac {\left|{\begin{array}{ccc}x_{1}&x_{1}^{2}+y_{1}^{2}&1\\x_{2}&x_{2}^{2}+y_{2}^{2}&1\\x_{3}&x_{3}^{2}+y_{3}^{2}&1\end{array}}\right|}{2\left|{\begin{array}{ccc}x_{1}&y_{1}&1\\x_{2}&y_{2}&1\\x_{3}&y_{3}&1\end{array}}\right|}}\right)}
of anders met
{\displaystyle d=2(x_{1}(y_{2}-y_{3})+x_{2}(y_{3}-y_{1})+x_{3}(y_{1}-y_{2}))}
is het
{\displaystyle x_{m}={\frac {(x_{1}^{2}+y_{1}^{2})(y_{2}-y_{3})+(x_{2}^{2}+y_{2}^{2})(y_{3}-y_{1})+(x_{3}^{2}+y_{3}^{2})(y_{1}-y_{2})}{d}}}
{\displaystyle y_{m}={\frac {(x_{1}^{2}+y_{1}^{2})(x_{3}-x_{2})+(x_{2}^{2}+y_{2}^{2})(x_{1}-x_{3})+(x_{3}^{2}+y_{3}^{2})(x_{2}-x_{1})}{d}}}

## De straal
De straal van de omgeschreven cirkel wordt meestal aangeduid met R.

### Driehoek
De straal van een driehoek ABC kan met de sinusregel worden berekend. Enkele andere formules om R te berekenen zijn:
- {\displaystyle R={\frac {abc}{\sqrt {(a+b+c)(-a+b+c)(a-b+c)(a+b-c)}}}}
- {\displaystyle R={\frac {abc}{4rs}}}
- {\displaystyle R={\frac {r}{\cos A+\cos B+\cos C-1}}}

met:
- r de straal van de ingeschreven cirkel
- s de halve omtrek van ABC
- A, B en C de hoeken van ABC
- a, b en c de lengten van de zijden in ABC tegenover A, B en C

Voor een rechthoekige driehoek met rechte hoek bij A geldt {\displaystyle R={\frac {a}{2}}}

### Koordenvierhoek
De straal van de omgeschreven cirkel van een koordenvierhoek is
{\displaystyle R={\frac {1}{4}}{\sqrt {\frac {(ac+bd)(ad+bc)(ab+cd)}{(s-a)(s-b)(s-c)(s-d)}}}}

### Regelmatige veelhoek
De straal van de omgeschreven cirkel van een regelmatige veelhoek met n zijden van lengte a is 
{\displaystyle R={\frac {a}{2\sin \left({\frac {\pi }{n}}\right)}}}

## Barycentrische coördinaten
De vergelijking van de omgeschreven cirkel van een driehoek ABC in barycentrische coördinaten is
{\displaystyle a^{2}yz+b^{2}xz+c^{2}xy=0}
en gebruikmakend van de conway-driehoeknotatie
{\displaystyle \left(a^{2}S_{A}:b^{2}S_{B}:c^{2}S_{C}\right)}